# Raúl Amiel
José Raúl Amiel Díaz Viana (15 de octubre de 1948, Venezuela) es un periodista, cineasta y publicista venezolano. Es conocido por interpretar a Papá Noel en Caracas por años. En la década de los 60 fue el primer Santa Claus de Sears, y en los últimos años ha interpretado al personaje en centros comerciales de la ciudad como el CCCT, Las Mercedes, y Chacaíto, al igual que en eventos públicos en Las Mercedes, Chacaíto y Chacao.
El 22 de mayo de 2025, tres días antes de antes de las elecciones regionales y parlamentarias en Venezuela, funcionarios de inteligencia allanaron su casa y lo detuvieron. Hasta el momento no ha habido una confirmación oficial sobre su sitio de reclusión o los motivos de su detención. La Relatoría Especial para la Libertad de Expresión de la CIDH exigió información sobre Amiel, y organizaciones como el Colegio Nacional de Periodistas denunciaron la detención.

## Biografía
Raúl Amiel ha pertenecido a la fundación "Ciudadanos en Acción" y es conocido por interpretar a Papá Noel en Caracas por años. En la década de los 60 fue el primer Santa Claus de Sears, y en los últimos años ha interpretado al personaje en centros comerciales de la ciudad como el CCCT, Las Mercedes, y Chacaíto, al igual que en evento públicos en Las Mercedes, Chacaíto y Chacao.
En las elecciones parlamentarias de Venezuela de 2015, Amiel se postuló como candidato a diputado para la Asamblea Nacional por el partido Solidaridad Independiente (SI) en el circuito 3 de Caracas que incluye las parroquias de El Recreo, La Candelaria, San Bernardino, San Agustín, San José y San Pedro. Posteriormente retiró su candidatura para apoyar formalmente a la periodista Berenice Gómez.

## Detención
El 22 de mayo de 2025, alrededor de las 9:45 p.m. tres días antes de antes de las elecciones regionales y parlamentarias en Venezuela, funcionarios del Servicio Bolivariano de Inteligencia (SEBIN) allanaron su casa sin una orden judicial en El Recreo, Caracas, y lo detuvieron.  De acuerdo con el periodista Nicmer Evans, fue trasladado a El Helicoide en Caracas, aunque al momento de su detención no había confirmación oficial sobre su sitio de reclusión o sobre los motivos de su detención.
La Relatoría Especial para la Libertad de Expresión de la Comisión Interamericana de Derechos Humanos (CIDH) le exigió a las autoridades venezolanas informar sobre las condiciones en las que se encuentra Raúl Amiel, garantizar su vida y no tomar represalias por ejercer su derecho a expresarse libremente.
Organizaciones denunciaron la detención de Amiel, ocurrida durante el cierre de campaña electoral junto con otros arrestos (como el del activista Frewil Rangel), incluyendo el Colegio Nacional de Periodistas y la Comisión de Derechos Humanos del partido Vente Venezuela. Amnistía Internacional también denunció la ola de arrestos previa a las elecciones, incluyendo la de Naomi, declarando: "Recordamos que los crímenes de lesa humanidad no prescriben".

## Vida personal
Amiel ha presentado problemas tensión arterial y de movilidad de la rodilla izquierda. Tiene un hijo, Raúl Hirsey Amiel Hevia, diseñador gráfico de profesión. El 5 de mayo de 2025 también fue arrestado en el estado Táchira, quien estuuvo desaparecido por al menos nueve días.